# Euvelgunnermolenpolder
De Euvelgunnermolenpolder is een voormalig waterschap (molenpolder) in de provincie Groningen. Het waterschap is een fusie geweest van zeven kleine bemalingen, die alle uitsloegen op het Euevelgunnermaar.
Het schap lag ten oosten van Groningen. De noordgrens lag ongeveer 250 m ten zuiden van het Eemskanaal, de oostgrens lag tussen de A7 en de Middelberterweg, de zuidgrens lag bij de Olgerweg en de westgrens bij de (Oude) Hunze. 
De molen stond aan de noordgrens en sloeg zijn water uit op het Euevelgunnermaar, dat uitkwam in de Ringsloot langs de kade van het Eemskanaal. Omdat het maar dwars door de Noorder Middelbertsterpolder liep (de smalle strook langs het Eemskanaal), lag hieronder een onderleider.
Waterstaatkundig gezien ligt het gebied, dat bijna geheel deel uitmaakt van de industriegebieden Euvelgunne en Driebond, sinds 2000 binnen dat van het waterschap Hunze en Aa's.